# تيو يانسن
تيو يانسن (13 يناير 1926 غوخ ألمانيا - 12 أكتوبر 2005) هو لاعب كرة قدم ألماني سابق كان يلعب كحارس مرمى.